# HMS Sea Nymph (P223)
Le HMS Sea Nymph (numéro de coque P223) est un sous-marin de la troisième série d'unités de la classe S, construit pour la Royal Navy pendant la Seconde Guerre mondiale par Cammell Laird Shipyard à Birkenhead en Angleterre.

## Conception et description

Schéma d'un sous-marin de classe S.

Les sous-marins de la classe S ont été conçus pour patrouiller dans les eaux resserrées de la mer du Nord et de la mer Méditerranée. Les sous-marins de la troisième série de cette classe étaient légèrement plus grands et améliorés par rapport à la série précédente. Ces sous-marins avaient une longueur hors tout de 66,1 mètres, une largeur de 7,2 m et un tirant d'eau de 4,5 m. Leur déplacement était de 879 tonnes en surface et 1 006 tonnes en immersion. Les sous-marins de la classe S avaient un équipage de 48 officiers et matelots. Ils pouvaient plonger jusqu'à la profondeur de 90 m.
Pour la navigation en surface, ces navires étaient propulsés par deux moteurs Diesel de 950 ch (708 kW), chacun entraînant un arbre et une hélice distincte. En immersion, les hélices étaient entraînées par un moteur électrique de 650 ch (485 kW). Ils pouvaient atteindre 15 nœuds (28 km/h) en surface et 10 nœuds (19 km/h) en plongée. Les sous-marins de la troisième série avaient une autonomie en surface de 6 000 milles marins (11 000 km) à 10 nœuds (19 km/h), et en plongée de 120 milles (220 km) à 3 nœuds (5,6 km/h).
Ces navires étaient armés de sept tubes lance-torpilles de 21 pouces (533 mm). Une demi-douzaine de ces tubes étaient à l'avant, et il y avait un tube externe à l'arrière. Ils transportaient six torpilles de rechange pour les tubes d'étrave, et un total de treize torpilles. Douze mines pouvaient être transportées à la place des torpilles stockées à l’intérieur. Ils étaient également armés d'un canon de pont de 3 pouces (76 mm). Les navires du troisième groupe de la classe S étaient équipés d’un système ASDIC de type 129AR ou 138 et d'un radar d'alerte précoce de type 291 ou 291 W.

## Construction et carrière
Commandé le 2 septembre 1940 dans le cadre du programme de construction de 1940, le HMS Sea Nymph est mis sur cale aux Cammell Laird Shipyard à Birkenhead en Angleterre le 6 mai 1941 et lancé le 6 mai 1941. Le 1er novembre 1942, le Sea Nymph, sous le commandement du lieutenant Geoffrey D. N. Milner, quitte les chantiers naval pour se rendre à Holy Loch, où il a été mis en service pour la Royal Navy le 3 novembre 1942,.

### Patrouilles du Nord
Après avoir effectué des exercices d'entraînement au large de Scapa Flow et de Holy Loch, le Sea Nymph s'embarque le 16 décembre 1942 pour une patrouille anti-sous-marine au large de la Norvège. La patrouille se déroule sans incident, et le sous-marin rentre au port le 2 janvier 1943. Le 15 février 1943, le Sea Nymph quitte Lerwick pour une autre patrouille de guerre en mer du Nord, mais revient le 11 mars sans avoir repéré de cible. Du 20 mars au 9 avril, le sous-marin effectue une autre patrouille dans la même zone, mais cette fois encore sans succès.
Après des exercices de torpillage et de tir dans la zone de la Clyde, le sous-marin commence une autre patrouille dans le golfe de Gascogne, à l'ouest de la France, le 28 juin. Le 13 juillet, il aperçoit deux sous-marins allemands (U-Boot), le U-592 et le U-669, et tire six torpilles sur eux, mais les manque. Le sous-marin rentre au port le 22 juillet. Du 3 au 20 août, le Sea Nymph effectue une autre patrouille de guerre sans incident dans le golfe de Gascogne.

### Opération Source

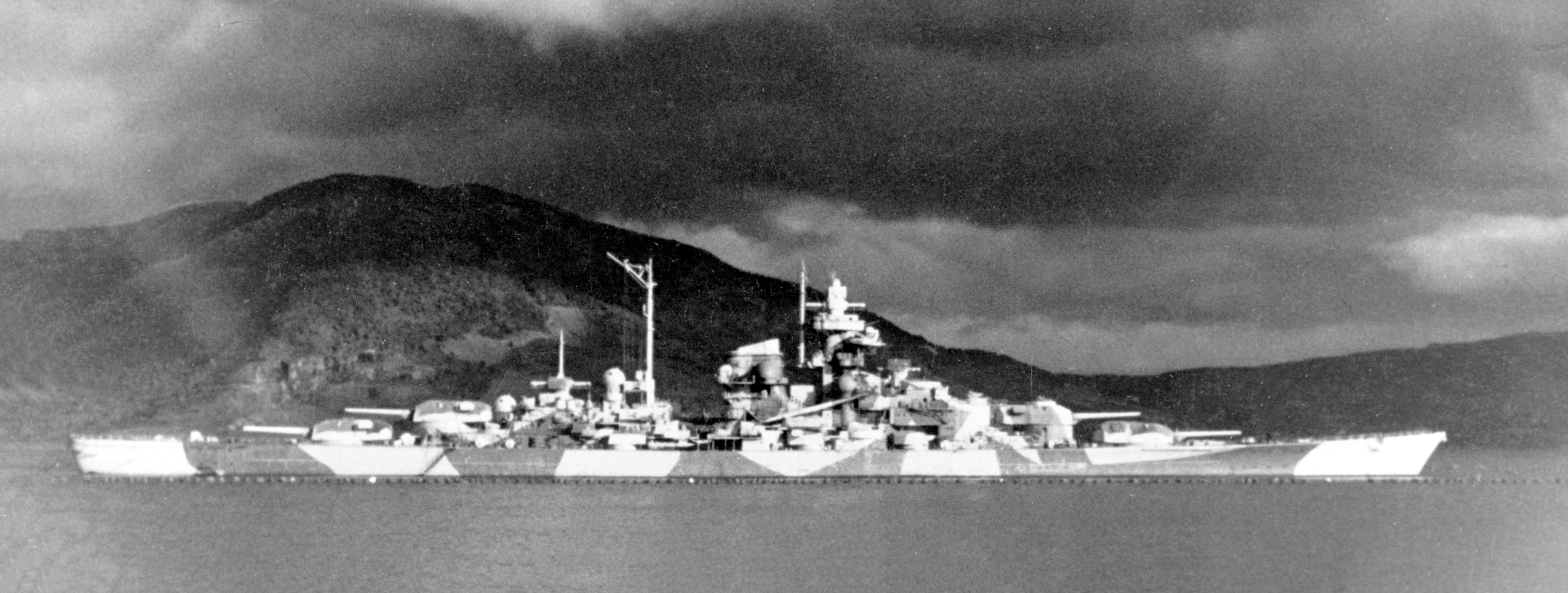
Le Tirpitz dans le Ofotfjord/Bogenfjord.

Le 31 août 1943, le Sea Nymph s'entraîne à Port HHZ, en Écosse, avec des sous-marins de poche de classe X en préparation de l'opération Source, une attaque contre les cuirassés allemands en Norvège à l'aide de sous-marins de poche. Le 11 septembre 1943, le sous-marin quitte le port en remorquant le sous-marin X8 vers sa cible, le Tirpitz,. Un équipage auxiliaire est à bord pendant le passage, qui devait alterner avec l'équipage opérationnel près de la cible. Le 15 septembre, le Sea Nymph perd son remorquage avec le X8. Après une journée de recherche, le X8 est retrouvé et repris en remorquage. Deux jours plus tard cependant, le sous-marin de poche s'avère incapable de plonger en raison de problèmes techniques et est sabordé. Le Sea Nymph retourne à Lerwick le 8 octobre,.

### Patrouilles dans l'Arctique
Après une patrouille sans incident dans l'Océan Arctique du 15 novembre au 7 décembre 1943, le Sea Nymph reçoit l'ordre de transporter des agents et du matériel britanniques des îles Shetland au large de la Norvège, où ils seraient transférés sur un navire de pêche local. Le 7 janvier 1944, le Sea Nymph débarque les agents avec succès, puis rentre au port le 10. Le 16, il repart pour une autre patrouille de guerre au large de la Norvège. Après avoir attaqué sans succès un navire marchand allemand et son escorte le 25, il revient à Lerwick le 30.
Du 2 au 21 février, le sous-marin subit un carénage pour un entretien, puis part pour une autre patrouille dans les eaux du nord. Le 1er mars, il tire sans succès quatre torpilles sur le navire marchand allemand Jupiter et ses deux escorteurs. Deux jours plus tard, il attaque le navire marchand allemand Levante, mais rate à nouveau son coup avec les quatre torpilles. Le sous-marin retourne à Lerwick le 8 mars.

### Fin de carrière
Le 25 mars 1944, le Sea Nymph quitte la Grande-Bretagne pour les États-Unis, où il doit être remis en état au chantier naval Philadelphia Naval Shipyard de Philadelphie. Après un arrêt à Argentia, puis à Halifax en Nouvelle-Écosse, le sous-marin est remis en état entre le 19 avril et le 16 septembre. Le 11 octobre, il retourne à Holy Loch et suit un entraînement complémentaire, puis le sous-marin effectue une nouvelle patrouille du 6 au 17 janvier 1945 en mer de Norvège à la recherche de sous-marins allemands. Après avoir changé de batteries en février à Elderslie, en Écosse, le Sea Nymph est réaffecté sur le théâtre d'opérations du Pacifique et arrive à Gibraltar le 22 mars. Cependant, en arrivant à Aden, le sous-marin développe des problèmes avec ses batteries et est renvoyé à Port-Saïd en Égypte pour des réparations. Du 2 au 16 mai, ses batteries sont remplacées, puis il navigue jusqu'à la baie de Subic, aux Philippines, en passant par Trincomalee à Ceylan et en arrivant le 28 juin.
Le 13 juillet, alors qu'il se trouve à côté du navire-dépôt de sous-marins HMS Maidstone, le Sea Nymph prend feu. Une évaluation des dommages a conclu qu'il doit être renvoyé chez lui pour être réparé, les chantiers navals locaux ne pouvant pas effectuer cette tâche. Après des réparations lui permettant de repartir, il quitte Subic Bay et fait le voyage de retour en Grande-Bretagne, où il arrive le 30 octobre 1945. À son retour, la guerre avec le Japon avait pris fin et le Sea Nymph n'est pas réparé, mais placé en réserve. En juin 1948, le sous-marin est vendu à la ferraille à Troon, en Écosse.

## Commandants
- Lieutenant (Lt.) Geoffrey Deryck Nicholson Milner (RN) du 7 septembre 1942 au 15 avril 1943.
- Lieutenant (Lt.) Derrick George Kent (RN) du 15 avril 1943 au 3 juin 1943.
- Lieutenant (Lt.) John Philip Holroyde Oakley (RN) du 3 juin 1943 à mars 1944.
- Lieutenant (Lt.) Norman Limbury Auchinleck Jewell (RN) de mars 1944 au 15 avril 1944.
- Lieutenant (Lt.) Marcel Ivan Usher (RN) du 15 avril 1944 à novembre 1945.

Notes: RN = Royal Navy